# Castel Focognano
Castel Focognano ist eine Gemeinde mit 2911 Einwohnern (Stand 31. Dezember 2023) in der Provinz Arezzo in der Region Toskana in Italien. Hauptort der Gemeinde ist Rassina, Namensgebender Ortsteil (Frazione) ist dagegen Castel Focognano.

## Geografie

Lage von Castel Focognano in der Provinz Arezzo

Die Gemeinde erstreckt sich über rund 57 km². Sie liegt etwa 25 km nördlich der Provinzhauptstadt Arezzo und 60 km östlich der Regionalhauptstadt Florenz im Tal des Casentino an einem östlichen Ausläufer des Pratomagno. Sie liegt in der klimatischen Einordnung italienischer Gemeinden in der Zone E, 2 109 GG. Durch die Gemeinde fließt der Arno auf einer Länge von 6 km, der Torrente Rassina verbringt einen seiner 15 km im Gemeindegebiet.
Zu den Ortsteilen (Fraktionen) zählen Calleta (874 m, ca. 15 Einwohner), Carda (684 m, ca. 100 Einwohner), Castel Focognano (457 m, ca. 130 Einwohner), Pieve a Socana (307 m, ca. 260 Einwohner), Rassina (Hauptort mit Rathaussitz, 310 m, ca. 1880 Einwohner), Salutio (326 m, ca. 100 Einwohner) und Zenna (300 m, ca. 20 Einwohner).
Die Nachbargemeinden sind Bibbiena, Capolona, Chiusi della Verna, Loro Ciuffenna, Ortignano Raggiolo, Poppi, Subbiano und Talla.

## Geschichte
Die ersten Bewohner der Gegend waren die Etrusker, von denen noch heute einige Monumente vorhanden sind. Im Zweiten Weltkrieg hatte Rassina eine bedeutende Stellung als Rückzugsort der Partisanen und der amerikanischen Soldaten von den Kampfhandlungen in den Casentinischen Gebirgen und Tälern.
Nach der Gründung der Republik Italien 1946 begann die wirtschaftliche Entwicklung und Industrialisierung des Ortes, vor allem durch die Calcium-Gewinnung und Bearbeitung. In den 1960er und 1970er Jahren wurde die Zementindustrie zu einem Wirtschaftsmotor für die Region.
Bei Ausgrabungen in den Jahren 1966 bis 1972 wurde im Ortsteil Pieve a Socana ein etruskischer Tempel mit den Maßen 40 × 18,40 m entdeckt. Die Ausgrabungsstätte liegt wenige Meter östlich der Apsis der Kirche Sant’Antonino.
1992 wurde Rassina durch ein Hochwasser des Arnos stark in Mitleidenschaft gezogen.

## Sehenswürdigkeiten

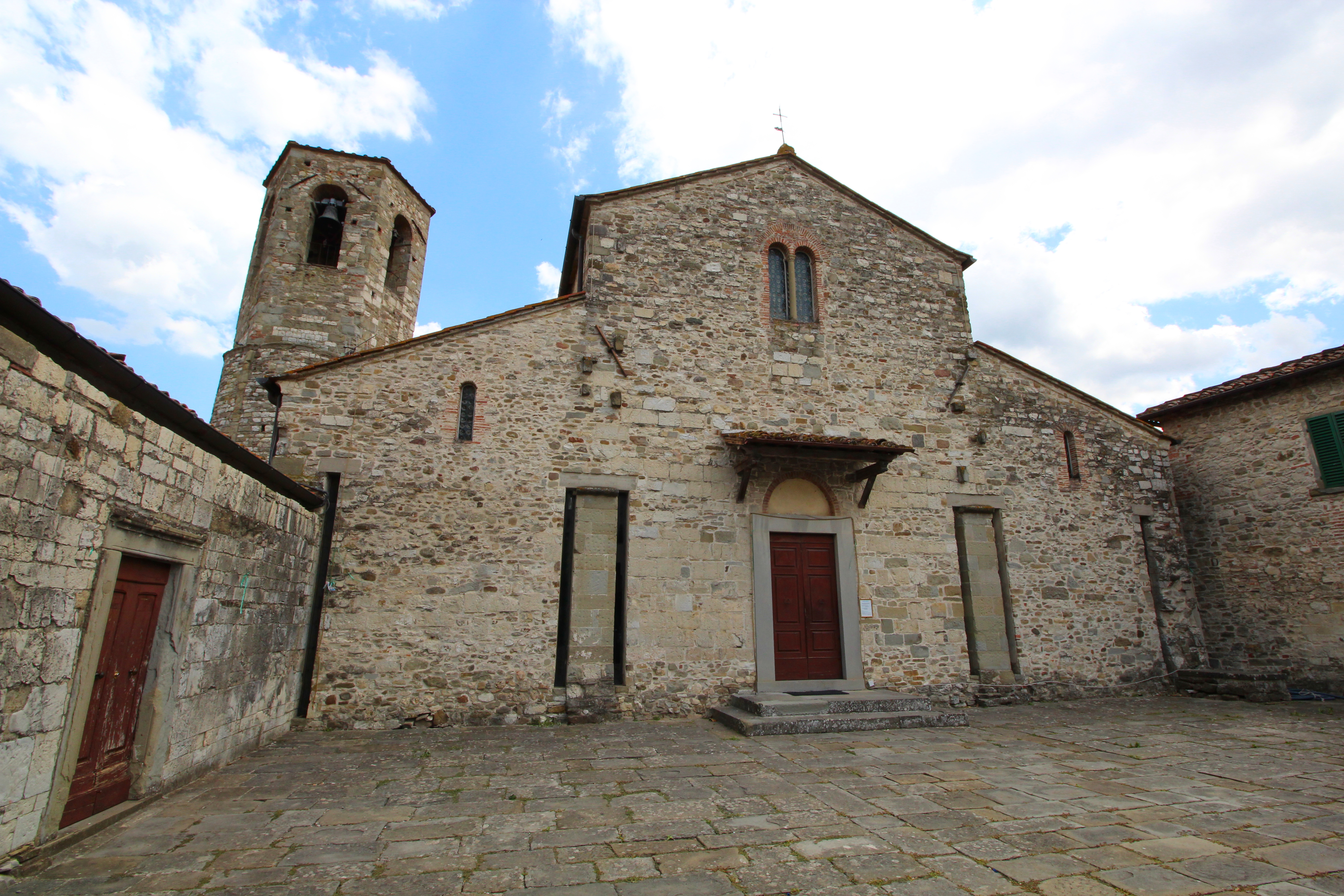
Die Kirche Pieve di Sant’Antonino a Socana im Ortsteil Pieve a Socana

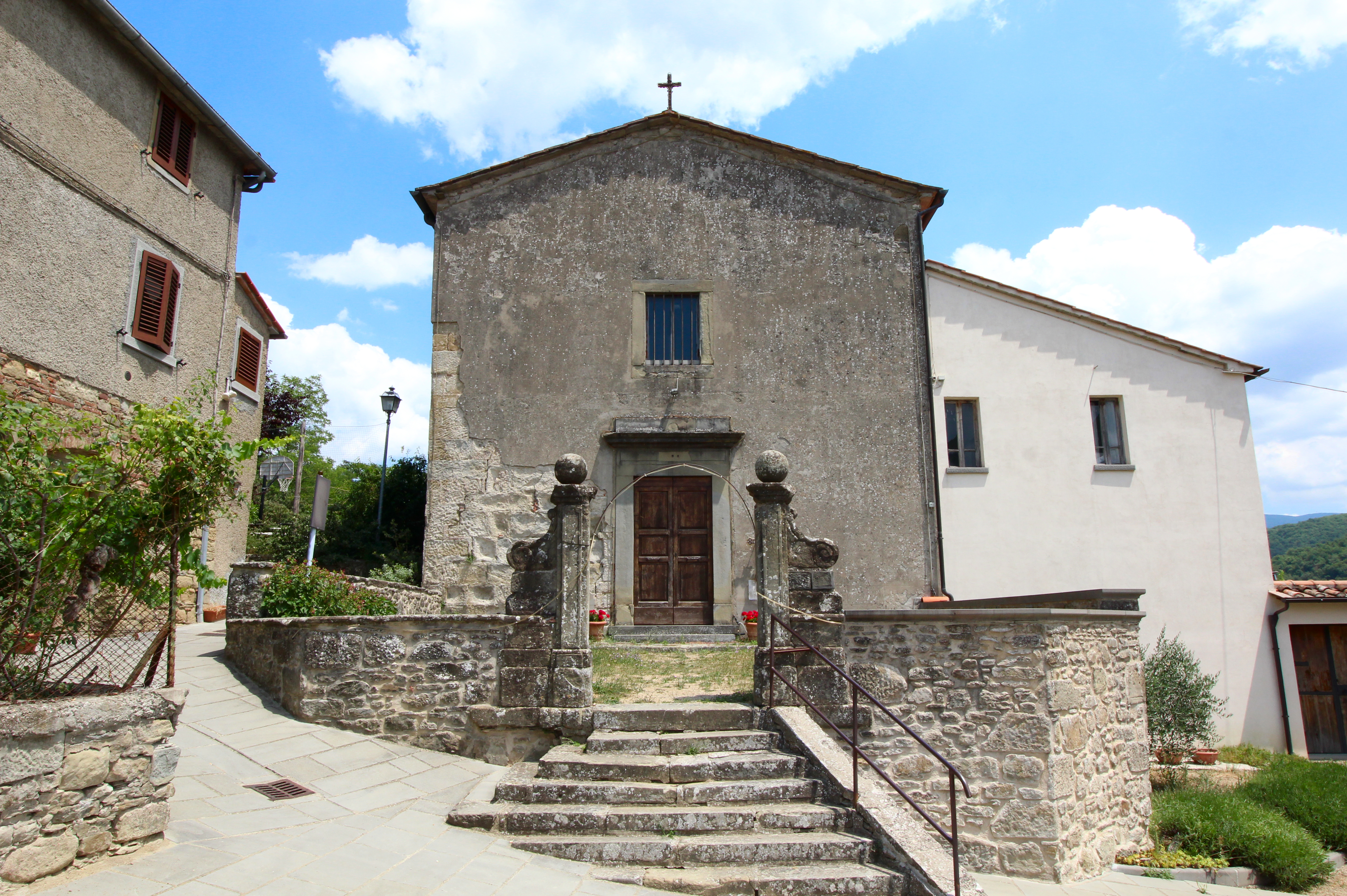
Die Kirche Pieve di Sant’Eleuterio im Ortsteil Salutio

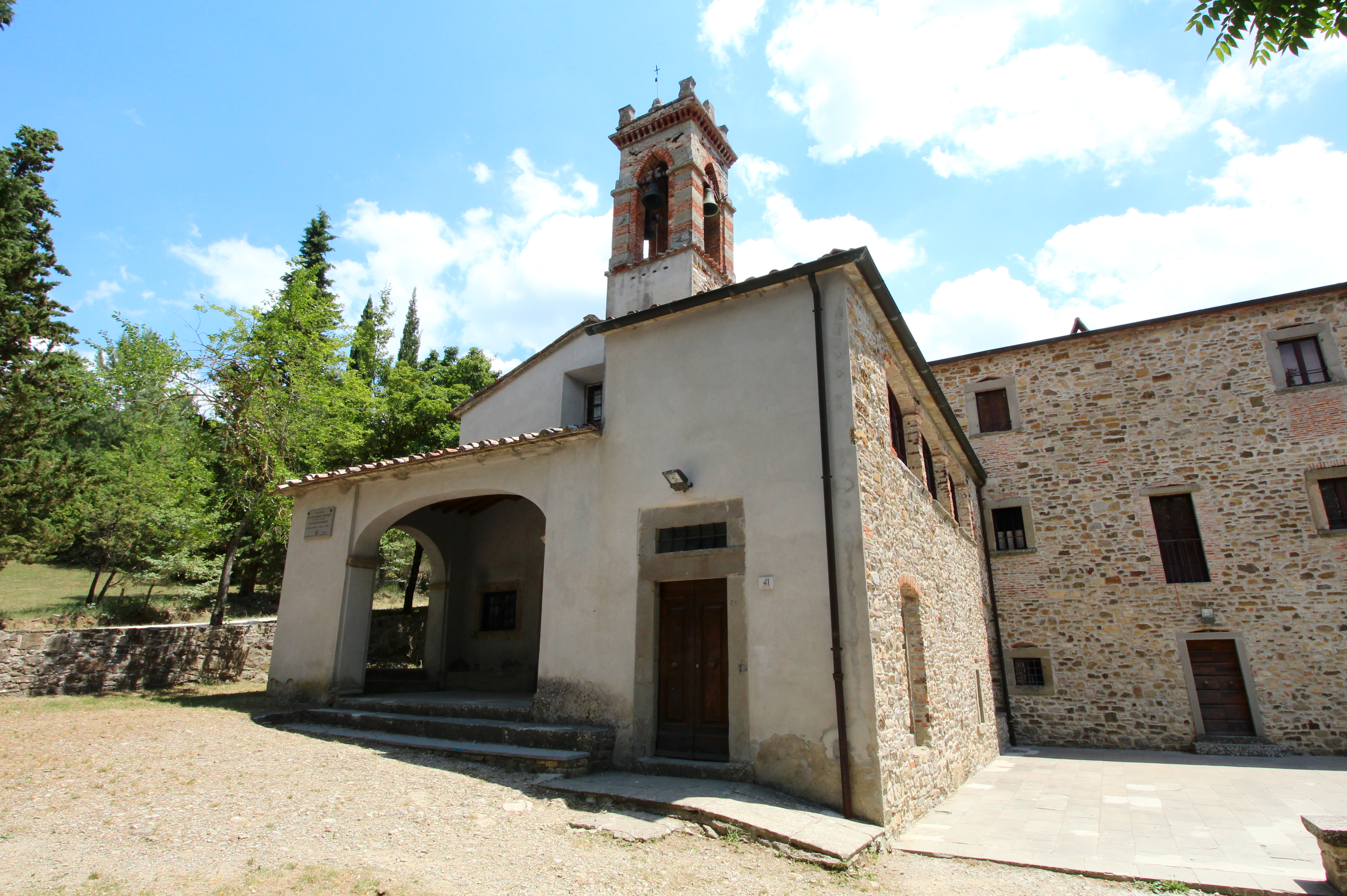
Santa Maria del Bagno bei Salutio

- Castel Focognano, Burg im gleichnamigen Ortsteil. Wurde 1028 erstmals erwähnt und blieb bis 1322 im Besitz der Familie Giannellini. Danach übernahm nach sechsmonatiger Belagerung Guido Tarlati die Burg, die dann an die Familie Ubertini überging und 1404 von Florenz erobert wurde.[5]
- San Giovanni Evangelista, Kirche der Burg in Castel Focognano.[6]
- Chiesa delle Sante Flora e Lucilla, Kirche im Ortsteil Carda, die spätestens im 9. Jahrhundert entstand und im 17. erweitert wurde. Enthält die Werke Pietà tra i Santi Giovanni Gualberto, Nicola, Giacomo Maggiore e Bernardo degli Uberti von Mariotto di Cristofano (zugeschrieben, 15. Jahrhundert) und Madonna con Bambino von Santi Buglioni (Terrakottastatue aus dem 16. Jahrhundert).[7]
- Pieve di Sant’Antonino Martire a Socana, 1072 erstmals erwähnte Pieve im Ortsteil Pieve a Socana, die wahrscheinlich etruskischen Ursprungs ist. Die Pieve wurde im 16. Jahrhundert verkleinert, aus dieser Zeit entstammt auch die heute noch sichtbare Fassade.[6]
- Pieve di Sant’Eleuterio, Pieve im Ortsteil Salutio, die zwischen dem 11. und 13. Jahrhundert wiedererrichtet wurde, wahrscheinlich aber älter ist. Enthält verschiedene Werke lokaler Künstler aus dem 17. Jahrhundert (Circoncisione von Tommaso Gorini, 1644 entstanden, Vergine del Rosario von Domenico Nannoni, 1619 entstanden und San Francesco von Bernardino Santini, um 1633, Sakristei).[7]
- Santa Maria Assunta, Kirche in Ornina (Ornina Alta, auch Ornina Chiesa oder Chiesa di Ornina genannt). Der Ort war zunächst als Curtis[6] (Gerichtsherrschaft) und dann als Castrum (Burg) bekannt.
- Santa Maria del Bagno, Sanktuarium südlich von Salutio. Entstand im 16. Jahrhundert und gehörte zu der Kongregation Beata Vergine Maria del Monte Carmelo. Heute wird der ehemalige Konvent von Pfadfindern genutzt, die offizielle Messe des Pfarrers aus Salutio findet hier nur noch am Heiligentag statt.[8]
- Madonna delle Grazie, Sanktuarium bei Calleta, das um 1413 entstand.[9]
- Badia a Cornano, Abtei aus dem 11. Jahrhundert, die dem San Salvatore geweiht war. Gehörte ab 1119 den Kamaldulensern und wurde 1422 Santa Maria degli Angeli in Florenz unterstellt und später verlassen.[7]

## Gemeindepartnerschaften
- Champcevinel, Département Dordogne in Aquitanien, Frankreich, seit 1992